# Långön (vid Dalsbruk, Kimitoön)
Långön med Apelholmen och Högholmen är en ö i Finland. Den ligger i Skärgårdshavet och i kommunen Kimitoön i den ekonomiska regionen  Åboland i landskapet Egentliga Finland, i den sydvästra delen av landet. Ön ligger omkring 51 kilometer söder om Åbo och omkring 140 kilometer väster om Helsingfors.
Öns area är 0,96 kvadratkilometer och dess största längd är 1,9 kilometer i sydväst-nordöstlig riktning. I omgivningarna runt Långön växer i huvudsak barrskog.
Innan kommunsammanslagningen 2009 delades ön mellan Dragsfjärds och Västanfjärds kommuner. 
Inlandsklimat råder i trakten. Årsmedeltemperaturen i trakten är 5 °C. Den varmaste månaden är augusti, då medeltemperaturen är 18 °C, och den kallaste är februari, med −5 °C.